# Cybaeus abchasicus
Cybaeus abchasicus är en spindelart som beskrevs av Dmitry Evstratievich Kharitonov 1947. Cybaeus abchasicus ingår i släktet Cybaeus och familjen vattenspindlar. Inga underarter finns listade i Catalogue of Life.